# Breznica pod Lubnikom
Breznica pod Lubnikom je naselje u slovenskoj Općini Škofji Loki. Breznica pod Lubnikom se nalazi u pokrajini Gorenjskoj i statističkoj regiji Gorenjskoj. 

## Stanovništvo
Prema popisu stanovništva iz 2002. godine naselje je imalo 42 stanovnika.